# Pselliophorus luteoviridis
El cerquero verdiamarillo (Pselliophorus luteoviridis) es una especie de ave paseriforme en la familia Passerellidae endémica de Panamá.

## Distribución y hábitat
Es endémica de las montañas de Panamá. Su hábitat natural son los bosques montanos húmedos tropicales donde se encuentra amenazada por la pérdida de hábitat.